# Joffre David Guerrón
Joffre David Guerrón Méndez (nascut a Ambuqui) és un futbolista equatorià, actualment sense contracte. El seu últim equip va ser el Barcelona Sporting Club.